# Lafarge
Lafarge és una companyia francesa de construcció creada l'any 1833 i especialitzada en ciment, formigó, àrids, guix, asfalts i paviments. L'any 2015 es va fusionar amb l'empresa suïssa Holcim convertint-se en '''LafargeHolcim''', líder mundial del sector del ciment amb una facturació de 26.000 milions d'euros l'any 2018. Opera a Amèrica, Àsia, Europa, Àfrica i Orient Mitjà i té uns 78.000 treballadors.

## Història

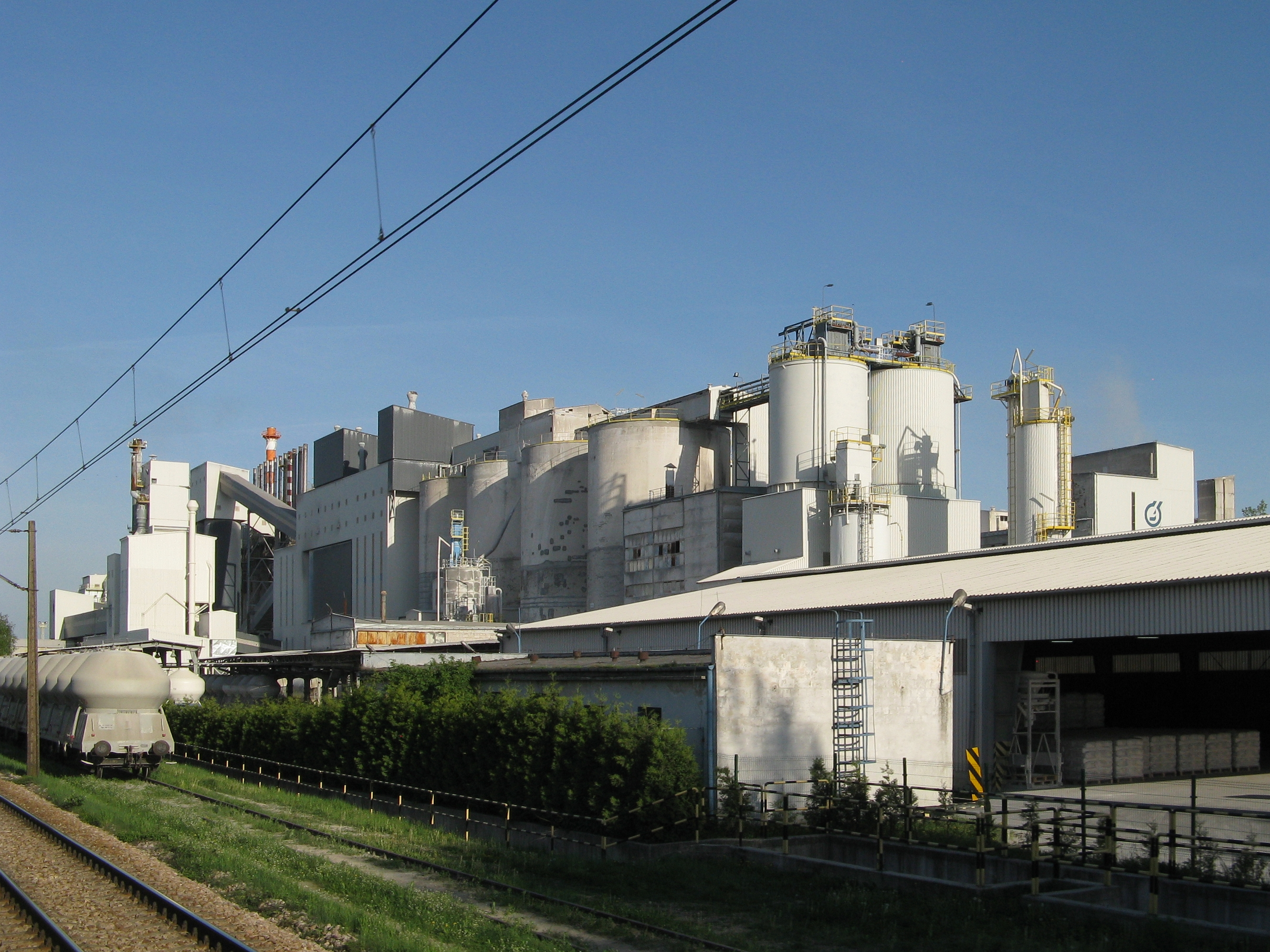

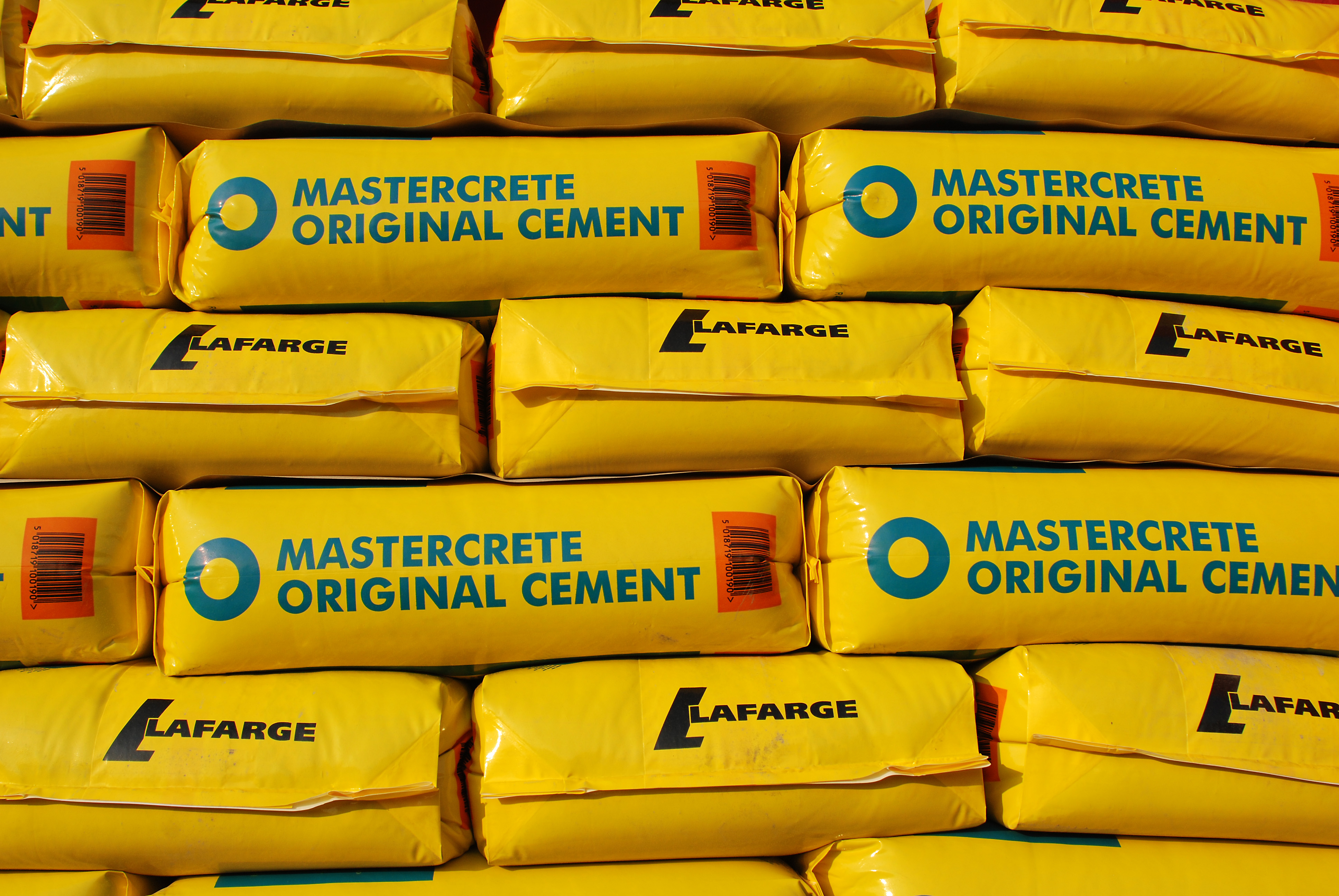
Sacs de ciment de Lafarge

Lafarge es va fundar l'any 1833 per Joseph-Auguste Pavin de Lafarge a Li Teil (Ardecha), per explotar la pedrera de pedra calcària del Mont Saint-Victor entre Lo Telh i Vivièrs. La calcària és blanca i argilenca, i va produir una excel·lent calç hidràulica.
L'any 1864 Lafarge va signar el seu primer contracte internacional per distribuir 110.000 tones de calç pel projecte de construcció del Canal de Suez. També va ser un dels pioners en produir ciments pórtland blancs, encara avui en produeixen a la fàbrica original de Lo Telh.
L'any 1919 es va constituir com a companyia pública denominada "Societat anònima de ciments i calç de Lafarge i de Lo Telh" ("Société anonyme des chaux et ciments de Lafarge et du Teil").
L'any 1980 es va unir amb el productor belga de carbó, coc i fertilitzants Coppée per convertir-se en SA Lafarge Coppée.
Lafarge va adquirir una planta de la Companyia Nacional de Guix a principis de 1987. Deu anys més tard, va comprar Redland plc, una companyia d'explotació de pedreres capdavantera en el Regne Unit.
L'any 1999, Lafarge va adquirir el 100 % de les accions de Hima Cement Limited, el segon major productor de ciment d'Uganda amb una capacitat anual instal·lada de 850.000 tones mètriques d'ençà el gener de 2011.
L'any 2001, Lafarge, llavors el segon major productor del món, va adquirir Blue Circle Industries (BCI) que en aquell moment era el sisè major productor de ciment. D'aquesta manera es va convertir en el líder mundial en producció de ciment.
L'any 2006, la secció de Lafarge d'Amèrica del Nord va acceptar una oferta de 3.000 milions de dòlars de la matriu Lafarge Group la qual va assolir tot el control del negoci a Amèrica del Nord tot retirant Lafarge Amèrica del Nord de la borsa de Nova York. Abans d'aquesta operació la matriu posseïa el 53 % de les accions de la filial.
L'any 2007, va disminuir la inversió en la seva divisió de cobertes amb en un acord que va resultar en la retenció del 35 % del capital d'aquesta filial.
Al desembre del 2007, Lafarge va anunciar la compra del Grup Orascom Construction Industries (OCI). Aquest grup és un productor de ciment amb base a Egipte i operacions per tot el continent d'Àfrica i Orient Mitjà,
El 15 de maig del 2008, Lafarge va adquirir el negoci de Formigó Premezclado Larsen & Toubro a l'Índia per 349 milions de dòlars.
L'any 2010, Lafarge va enfortir la seva presència al Brasil (mitjançant un acord amb Votorantim) i Europa central (amb STRABAG). L'any 2015 Lafarge es va fusionar amb la cimentera suïssa Holcim per convertint-se en LafargeHolcim. Actualment la companyia és la líder mundial en producció de ciment i té presència en 90 països.

## Controvèrsies i conflictes ambientals
L'any 2016 es va publicar informació sobre suposats pagaments als terroristes d'Estat Islàmic amb la finalitat de poder continuar la seva activitat a Síria. L'ONG Sherpa va destapar les acusacions contra la companyia. Al juny del 2018 l'empresa va ser imputada per violació d'embargament, per posar en risc la vida de tercers, per finançar un grup terrorista i per complicitat amb crims contra la humanitat".
Quant a conflictes ambientals, LafargeHolcim s'enfronta a diversos processos judicials i moviments de protesta conseqüència de la seva activitat industrial en diferents parts del món. Segons l'Environmental Justice Atles, hi ha conflictes ambientals amb LafargeHolcim a Montcada i Reixac (Barcelona, Països Catalans) i Puttalam (Sri Lanka) relacionats amb la crema de residus per a la combustió del procés industrial de fabricació de ciment. S'ha publicat que l'activitat industrial de LafargeHolcim derivada de la crema de residus produeix efectes nocius en la salut de la població i els treballadors. En aquest sentit, en la població eslovena de Trbovlje la companyia va ser clausurada com a conseqüència de la retirada del permís ambiental per part de les autoritats. El poder judicial va argumentar que els impactes negatius en la salut dels habitants i l'entorn obligaven a parar la seva activitat. LafargeHolcim també s'ha vist implicada en la destrucció del territori, com el cas de la degradació del paisatge, pèrdua de biodiversitat i contaminació de l'aigua derivat de les seves activitats a Selva Alegri (Equador).

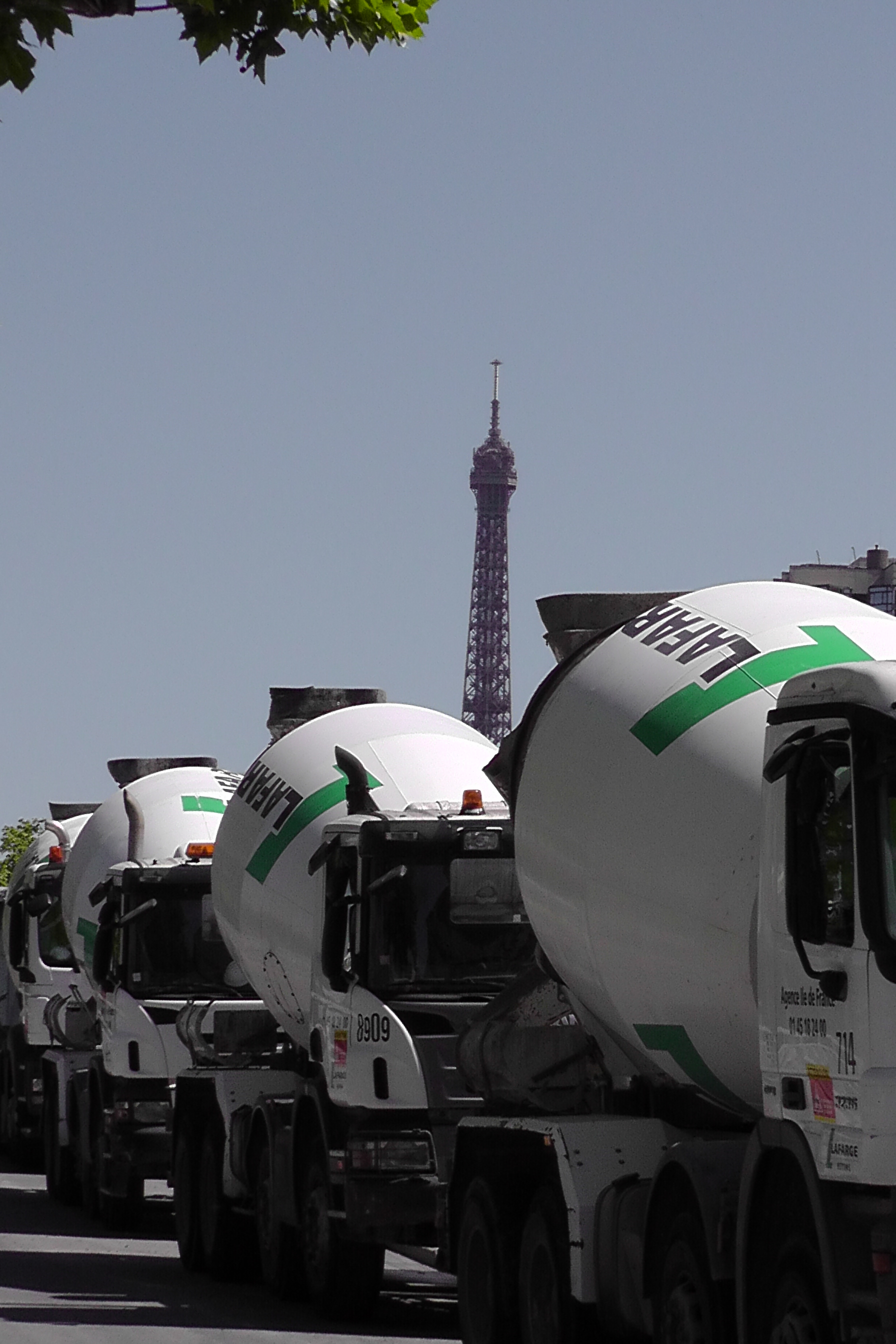

## Principals Competidors
- Cemex
- HeidelbergCement
- Italcementi